# Dansk Bølgepap Industri
Dansk Bølgepap Industri, Schønbergs Papirvarefabrik A/S var en dansk papfabrik i København grundlagt i 1881 af A. Schønberg (1852-1914) som posefabrik under navnet Schønbergs Papirvarefabrik. Denne fabrik overtoges senere af fabrikant Max Müllertz (19. september 1870 – 1940). Den 1. december 1924 stiftedes aktieselskabet Schønbergs Papirvarefabrik med Max Mullertz som direktør. Aktiekapitalen var kr. 250.000. I 1939 udvidedes aktiekapitalen til kr. 750.000, og i 1940 ændredes selskabets navn til Dansk Bølgepap Industri. Direktør Max Müllertz fratrådte i 1939 på grund af alder og efterfulgtes af direktør A. Holm-Hansen (5. august 1902 – ?).

## Nye ejere
Fabrikken blev i 1963 fusioneret med Columbus Emballage til selskabet Colon Emballage (fra 1989: Danisco Pack), der var fællesejet af Svenska Cellulosa Aktiebolaget og De forenede Papirfabrikker, men navnet blev fortsat anvendt indtil omkring 1980. 1972-76 var Uffe Regnar Jensen fra Colon direktør.

## Første fabrik
Selskabets første fabrik havde til huse Vesterbrogade nr. 29. I 1933 overtoges Københavns ny Bølgepapfabrik og dennes ejendom Hannovergade nr. 8. I 1940 flyttedes begge fabrikkerne til en nyopført fabriksbygning på adressen Tagensvej 135.

## Logo
Firmaet havde en elefant som logo. Logoet er aldrig blevet registreret som varemærke.